# Oceanic Airlines
Oceanic Airlines (іноді також Oceanic Airways) — вигадана авіакомпанія. Часто використовується в художніх фільмах і телесеріалах. Не має ніякого відношення до реальних фірм «Ocean Airlines» і «Trans-Oceanic Airways».
Літаки авіакомпанії Oceanic Airlines часто з'являються в фільмах-катастрофах.
У телесеріалі «Загублені», в якому розповідається про катастрофу рейсу 815 авіакомпанії «Oceanic Airlines», показаний логотип фірми, на якому зображені стилізоване око або острів. Але вперше логотип у вигаданій авіакомпанії з'явився набагато раніше, в 1996 році, у фільмі «Наказано знищити» з Куртом Расселом в головній ролі.

## Згадки «Oceanic Airlines»
- «Наказано знищити»: рейс 343 авіакомпанії «Oceanic Airlines» захоплений терористами.
- «Код 11-14»: агент ФБР розшукує вбивцю на борту рейсу 816 авіакомпанії «Oceanic Airlines».
- «Загублені»: рейс 815 з Сіднея до Лос-Анджелеса авіакомпанії «Oceanic Airlines» зазнає аварії на острові в Тихому океані.
- «Шпигунка»: рейс авіакомпанії «Oceanic Airlines» в Сідней оголошується в аеропорту Лос-Анджелеса.
- «Аеропорт Лос-Анджелеса»: назву авіакомпанії можна побачити на рекламах і терміналах.
- «Живий за викликом»: в одному з епізодів в офісі туристичної агенції можна помітити рекламу авіакомпанії «Oceanic Airlines».
- «Чак»: в одному з епізодів згадується катастрофа рейсу 815 авіакомпанії «Oceanic Airlines».
- «День катастрофи»: рейс 762 здійснює аварійну посадку.
- «Діагноз: вбивство(інші мови)» — 4 сезон, 23 епізод «Вбивство в повітрі»: на борту рейсу 456 з Лос-Анджелеса скоєно вбивство.
- «Військово-юридична служба»: рейс 343 з'являється в декількох епізодах.
- «Nowhere to Land»: в літак рейсу 762 з Сіднея до Лос-Анджелеса закладена бомба.
- «Домашня війна»: літак авіакомпанії «Oceanic Airlines» з'являється в одному з епізодів.
- «Згадай, що буде»: в першому епізоді серіалу з'являється реклама авіакомпанії «Oceanic Airlines», в останньому рейсі «Oceanic» є на електронному табло в аеропорту.
- «Межа»: в дев'ятому епізоді першого сезону загиблий співробітник компанії «Мессів Дайнемік» повинен був вирушити рейсом Нью-Йорк — Омаха авіакомпанії «Oceanic Air».
- «Футурама»: в 21-му епізоді 6-го сезону помітні уламки літака авіакомпанії «Oceanic Airlines» в бермудському тетраедрі.
- «День катастрофи»: Boeing 747 «Jumbo Jet» авіакомпанії «Oceanic Airlines» здійснює посадку в дуже складних погодних умовах.
- «Надприродне»: на початку 1 серії 5 сезону Дін і Сем опиняються на борту рейсу Oceanic, про що йдеться після приземлення.
- «Вовк серед нас»: рекламу «Oceanic Airlines» можна помітити в різних місцях міста, наприклад, на таксі.
- «Касл»: Річард Касл летів на літаку, де відбувалося розслідування в 21 серії 7 сезону.
- «Білий комірець 2»: рейс 1097 був згаданий в 5 серії 6 сезону.

### Список рейсів авіакомпанії «Oceanic Airlines»
| Номер рейса | Напрямок                 | Подія                    | Назва телесеріалу або фільму |
| ----------- | ------------------------ | ------------------------ | ---------------------------- |
| 815         | Сідней — Лос-Анджелес    | Зазнав аварії            | Загублені                    |
| 343         | Афіни — Вашингтон Даллес | Захоплений терористами   | Наказано знищити             |
| 762         | Сідней — Лос-Анджелес    | Бомба                    | Nowhere to Land              |
| 816         |                          | Розслідується вбивство   | Код 11-14                    |
| 762         |                          | Аварійне приземлення     | День катастрофи              |
| 456         | Лос-Анжелес — Швейцарія  | Вбитий пасажир           | Діагноз: вбивство            |
| 57          | Нью-Йорк-Хітроу          | Вбитий повітряний маршал | Касл                         |

## Фінанси
- У 2007 році журнал «Forbes» поставив компанію на 18 місце в списку найбагатших вигаданих компаній, оцінивши її в 7,8 мільярда доларів[1].